# Srirampur
Srirampur è una suddivisione dell'India, classificata come census town, di 17.715 abitanti, situata nel distretto di Bardhaman, nello stato federato del Bengala Occidentale. In base al numero di abitanti la città rientra nella classe IV (da 10.000 a 19.999 persone).

## Geografia fisica
La città è situata a 22° 56' 56 N e 88° 1' 8 E e ha un'altitudine di 18 m s.l.m..

## Società

### Evoluzione demografica
Al censimento del 2001 la popolazione di Srirampur assommava a 17.715 persone, delle quali 8.967 maschi e 8.748 femmine. I bambini di età inferiore o uguale ai sei anni assommavano a 1.882, dei quali 942 maschi e 940 femmine. Infine, coloro che erano in grado di saper almeno leggere e scrivere erano 12.453, dei quali 6.918 maschi e 5.535 femmine.